# Hawad

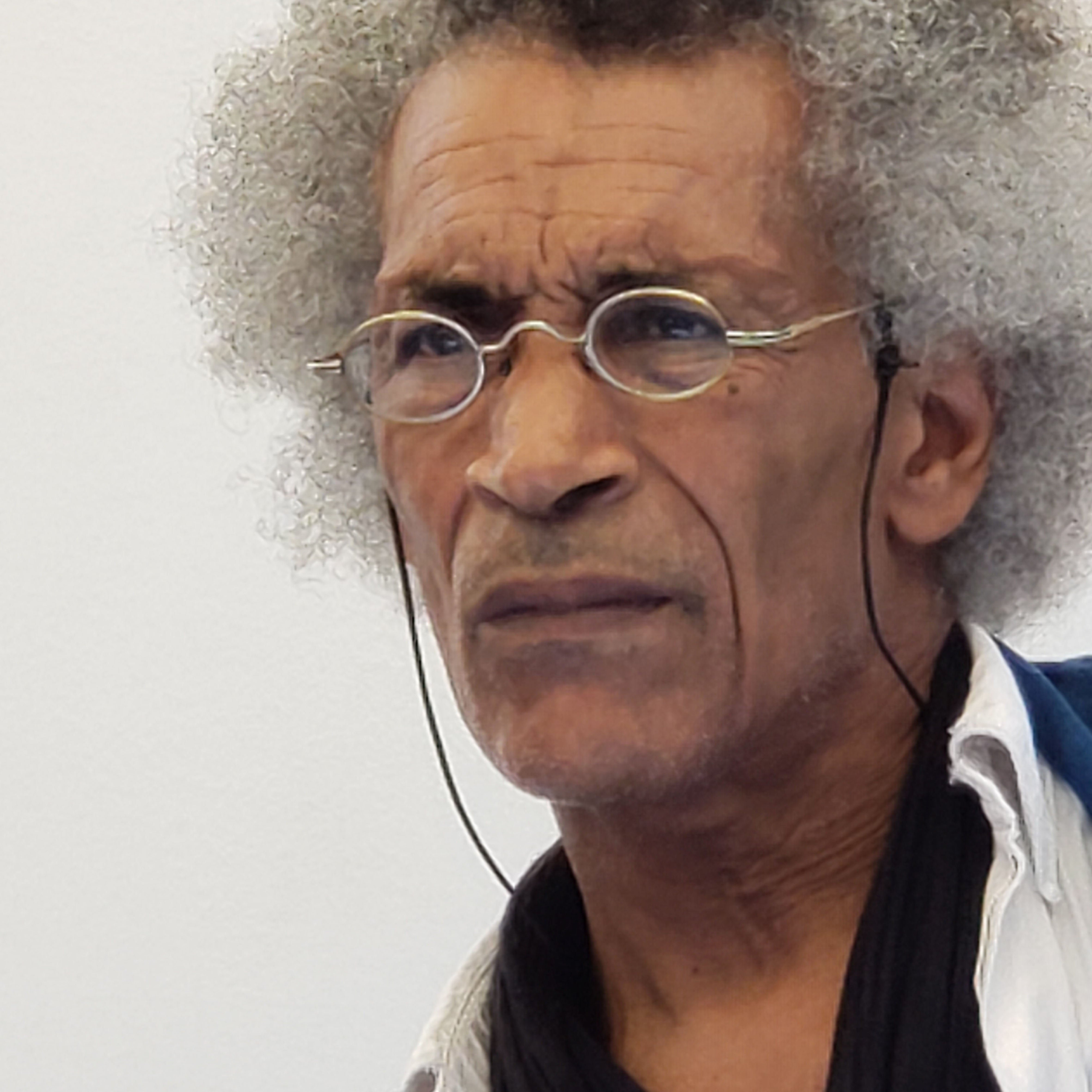
Hawad

Hawad (* 1950 in Niger nördlich von Agadez; eigentlich Mahmoudan Hawad) ist ein in Frankreich lebender nigrischer Schriftsteller und Kalligraf.

## Leben und Wirken
Hawad stammt aus einer nomadisch lebenden Tuareg-Familie aus dem Hochgebirge Aïr im Norden Nigers. Er bereiste in seiner Jugend Algerien, Libyen und Tunesien, wo er mit dem Sufismus und anderen mystischen Strömungen in Berührung kam. Im Alter von 17 Jahren brach er zu einer längeren Karawanenreise auf, die ihn über Ägypten bis nach Bagdad führte. Als er 1969 nach Niger zurückkehrte, hatten sich die Lebensbedingungen durch die einsetzende Dürre, die zur Hungersnot der 1970er und 1980er Jahre führte, deutlich verschlechtert. Hawad lebte daraufhin zwei Jahre lang in Europa, wo er sich der Hippie-Bewegung anschloss. Nach einer erneuten Rückkehr in den Aïr ließ er sich in Aix-en-Provence in Südfrankreich nieder. Er ist mit der französischen Sozialanthropologin Hélène Claudot-Hawad verheiratet.
Hawad verfasst Lyrik und Prosa mit surrealistischen Zügen. Seine Werke entstehen durch mündlichen Vortrag in der Tuareg-Sprache, der in einem zweiten Schritt von ihm gemeinsam mit seiner Frau ins Französische übertragen wird. Hawad illustriert seine Bücher mit Schriftzügen aus der Tifinagh-Schrift, die dekorativen Charakter haben. Seine Kalligrafie bezeichnet er selbst als furigraphie (eine Wortzusammensetzung aus Furor und Graphie). Zentrale Themen seiner Texte sind die Rebellion sowie Episoden aus der Geschichte und Gegenwart der Tuareg. Wiederkehrende Metaphern für sein Tuareg-Bild sind der Durst – als Erfahrung des Wüstenlebens – und die kontinuierliche Bewegung, die im von manchen Tuareg praktizierten Nomadismus ihre Entsprechung findet. Der in Niger kaum bekannte Hawad hat in erster Linie eine westliche Leserschaft. Er steht anarchistischen Traditionen nahe und äußert seine Verbundenheit mit den Zapatistas und Chicanos, zugleich praktiziert er in Bezug auf seine Ethnie einen europäisch orientierten Nationalismus. Vom Islam, der bei den Tuareg verbreiteten Religion, distanziert er sich. Tourismus als Einnahmequelle für seine Herkunftsregion lehnt er wegen dessen möglicher neokolonialistisch-orientalistischer Ausrichtung ab. Hawads Werke wurden zum Teil ins Italienische und Niederländische übersetzt. Übersetzungen ins Arabische besorgte der Lyriker Adonis.

## Werke
- Caravane de la soif. Édisud, Aix-en-Provence 1985, ISBN 2-85744-197-5.
- Chants de la soif et de l’égarement. Édisud, Aix-en-Provence 1987, ISBN 2-85744-294-7.
- L’anneau-sentier. L’Aphélie, Céret 1989, ISBN 2-85744-294-7.
- Froissevent. N. Blandin, Paris 1991, ISBN 2-907695-18-5.
- Testament nomade. N. Blandin, Paris 1991, ISBN 2-907695-16-9.
- Yasida. N. Blandin, Paris 1991, ISBN 2-907695-19-3.
- Buveurs de braise. M.E.E.T, Saint-Nazaire 1995, ISBN 2-903945-63-2.
- Touaregs. Voix solitaires sous l’horizon confisqué. Peuples autochtones et développement, Paris 1996, ISBN 2-912114-00-4.
- Le coude grinçant de l'anarchie. Paris-Méditerranée, Paris 1998, ISBN 2-84272-050-4.
- Notre horizon de gamelles pour une gamelle d’horizons. Paris-Méditerranée, Paris 2001, ISBN 2-84272-103-9.
- Sahara. Visions atomiques. Paris-Méditerranée, Paris 2003, ISBN 2-84272-167-5.
- Houle des horizons. Non Lieu, Paris 2011, ISBN 978-2-35270-101-9.
- Dans la nasse. Non Lieu, Paris 2014, ISBN 978-2-35270-177-4.